# George Herbert Norris Todd
George Herbert Norris Todd, britanski general, * 1897, † 1971.